# Wieściszowice
Wieściszowice (do 1945 niem. Rohnau) – wieś w Polsce położona w województwie dolnośląskim, w powiecie kamiennogórskim, w gminie Marciszów, w Rudawach Janowickich w Sudetach Zachodnich.

## Podział administracyjny
W latach 1975–1998 miejscowość administracyjnie należała do województwa jeleniogórskiego.

## Jeziora
W pobliżu wsi znajdują się Kolorowe jeziorka, powstałe w miejscu wyrobisk dawnych niemieckich kopalni pirytu.

## Zabytki
Do wojewódzkiego rejestru zabytków wpisane są obiekty:
- kościół ewangelicki, obecnie rzymskokatolicki filialny pw. Najświętszego Serca Pana Jezusa, z XVIII w., przebudowany w XIX w.
- kaplica cmentarna, z XVI w.
- dom nr 61, drewniany

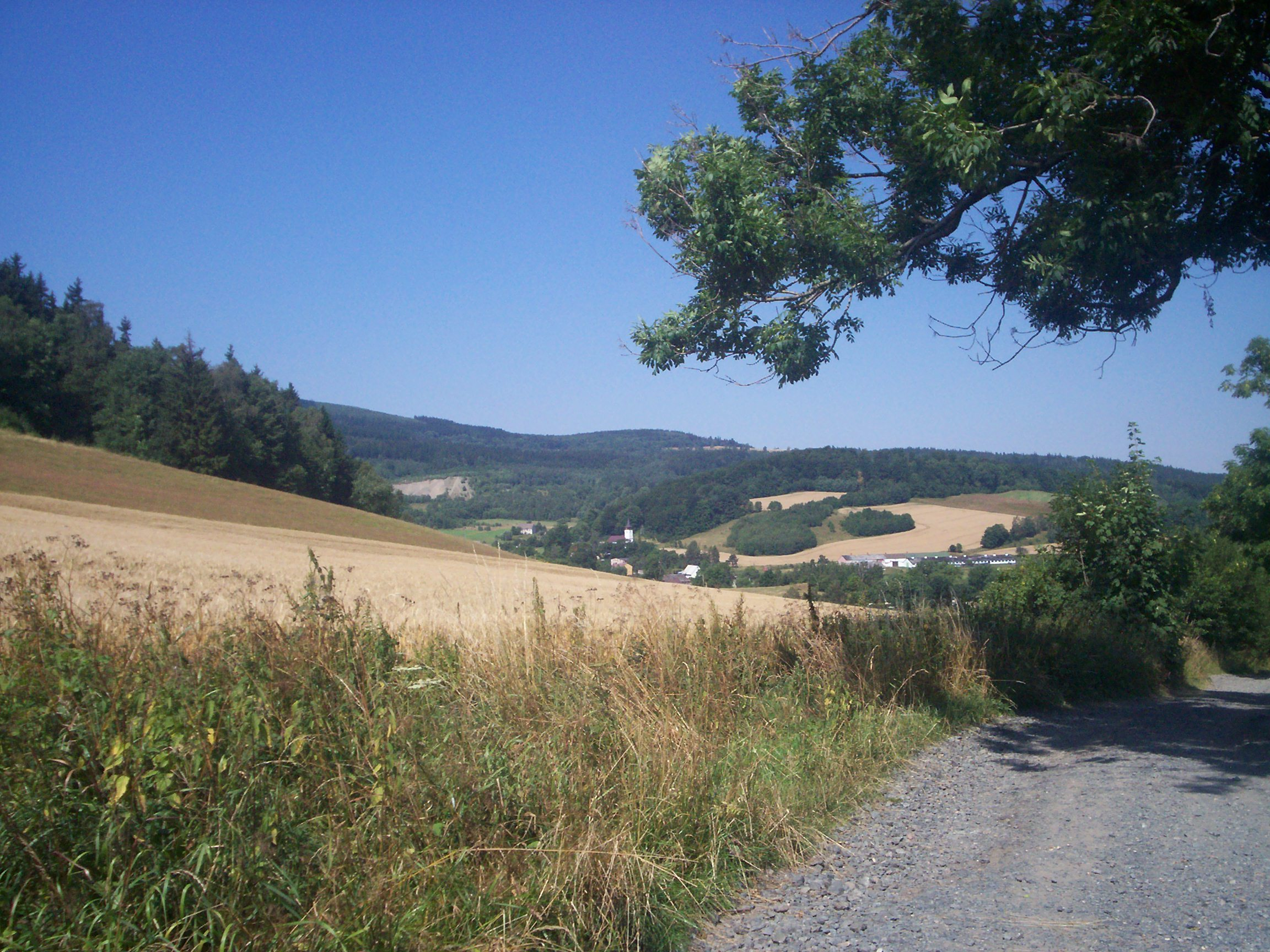
Panorama miejscowości
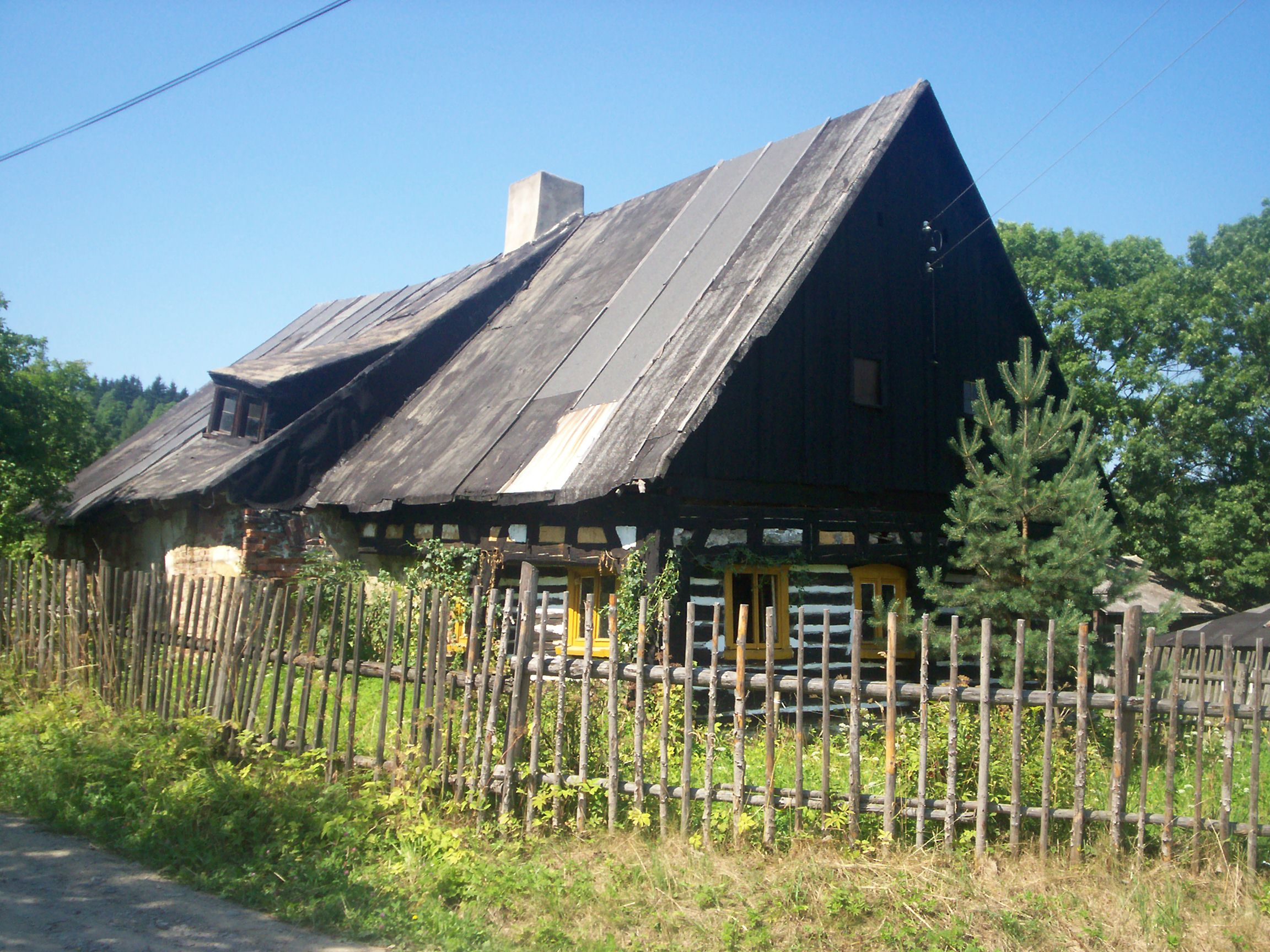
Zabytkowy dom nr 61
Kościół pw. Najświętszego Serca Pana Jezusa
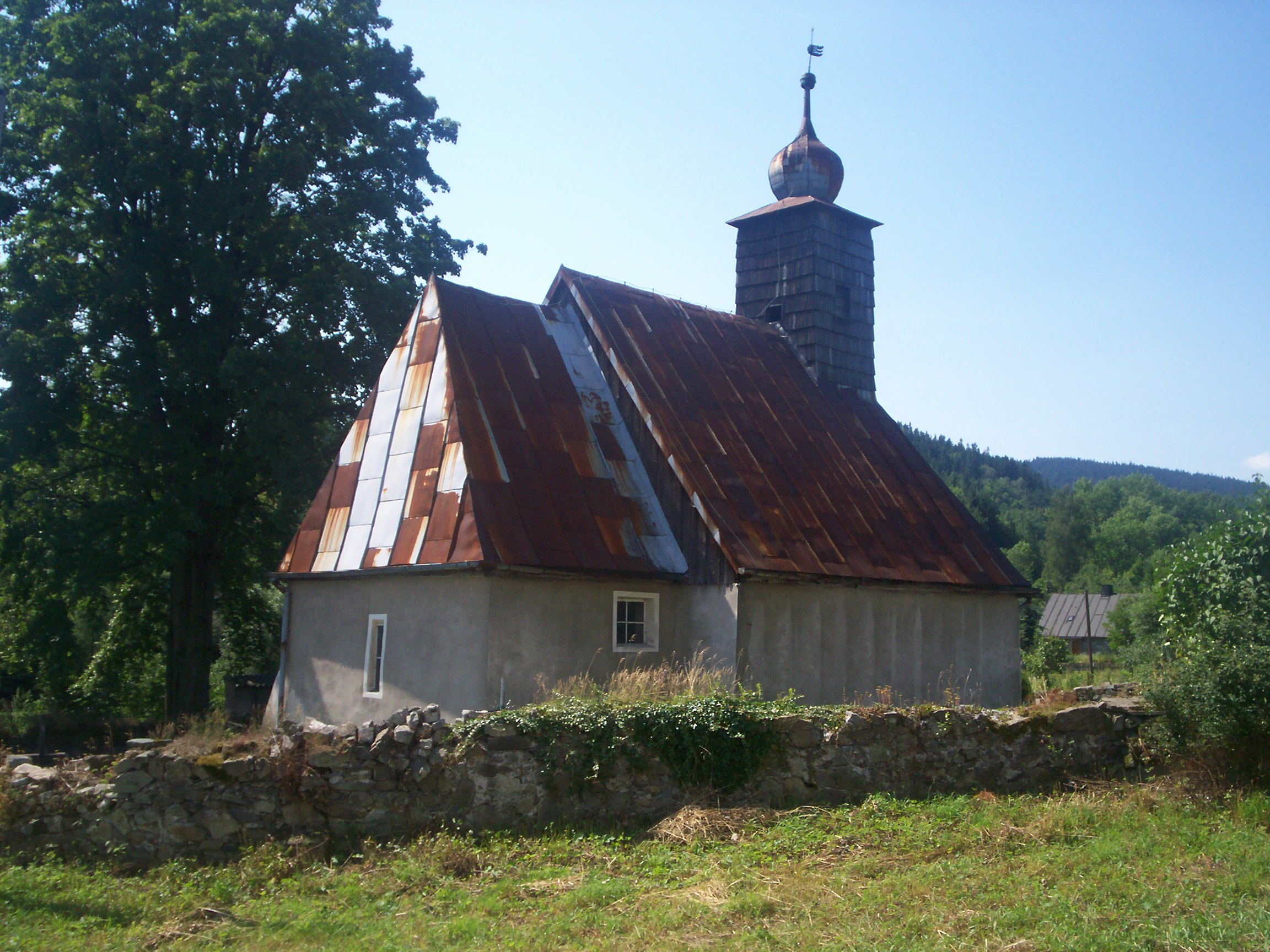
Kościół cmentarny